# Flughafen Capital Region International

i7
i11
i13
Der Flughafen Capital Region International (auch Lansing Capital City Airport, IATA-Code: LAN, ICAO-Code: KLAN, FAA-LID: LAN) ist der Flughafen der Stadt Lansing im US-Bundesstaat Michigan, USA.

## Geschichte
Der Flughafen wurde Anfang Juli 1928 für die Öffentlichkeit geöffnet, der erste Flug fand am 5. Juli 1928 statt.  Das heutige Terminal wurde im Jahr 1959 eingeweiht und 1992 erweitert.

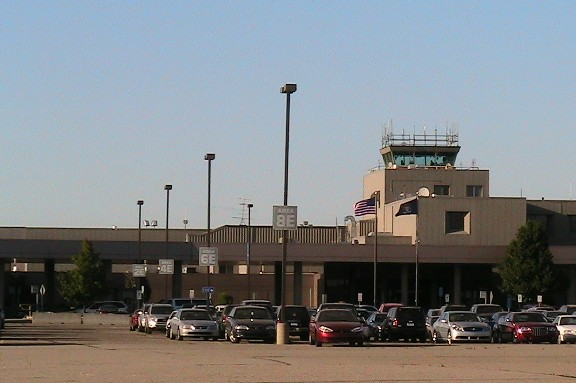
Flughafenterminalgebäude

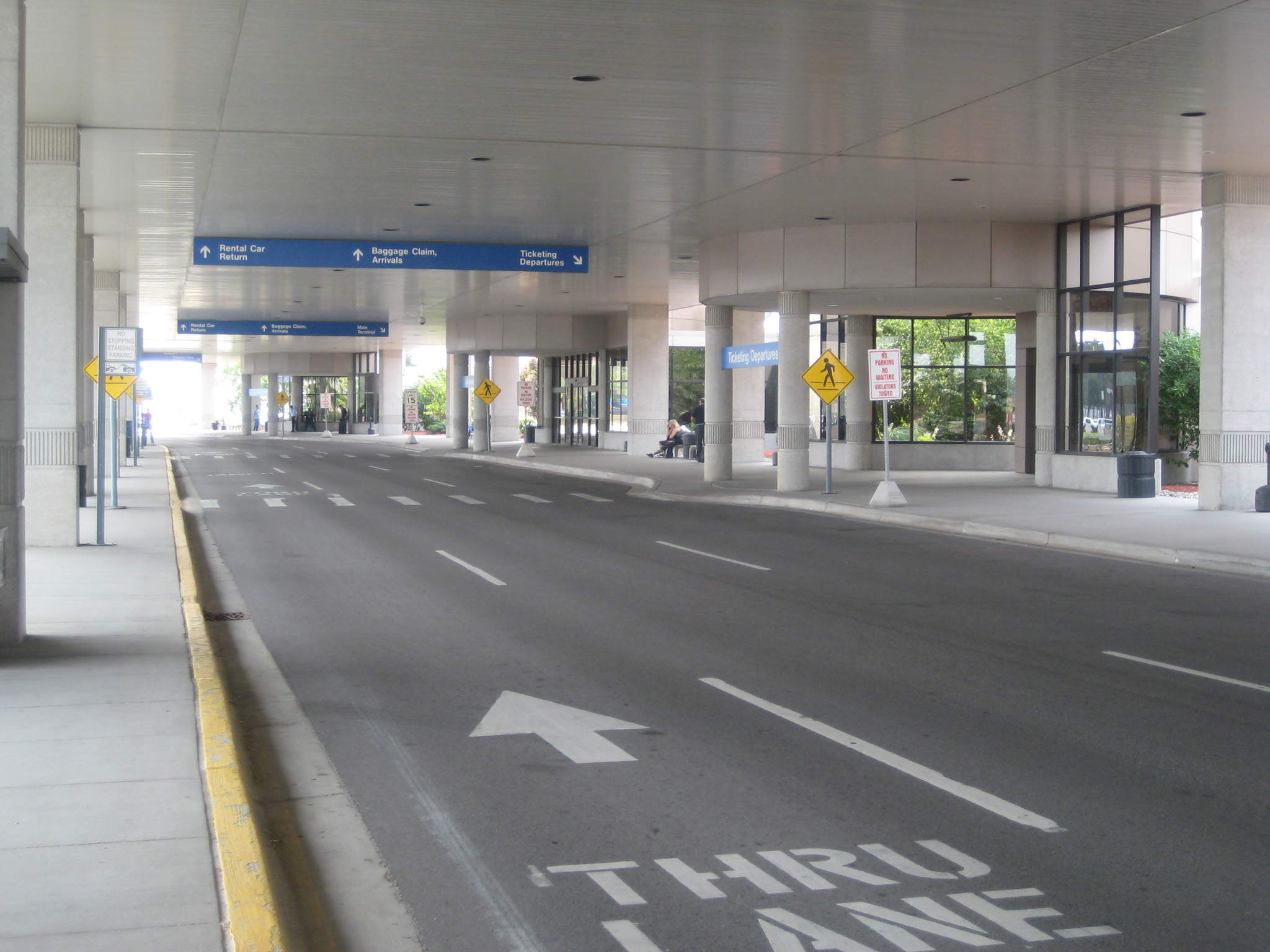
Vorfahrt des Flughafens

## Abfertigungsgebäude
Der Flughafen Lansing verfügt über einen Terminal zur Abfertigung von Passagieren. Von hier aus operieren American Airlines, Delta Air Lines und United Airlines. Außerdem bietet der Reiseveranstalter Apple Vacations Charterflüge an, diese werden ausschließlich durch Miami Air International mit von TUI Airlines Belgium geleasten Flugzeugen durchgeführt.

## Statistik
Im Jahr 2000 nutzten 656.703 Passagiere den Flughafen. Im Jahr 2017 nutzten nur noch 358.000 Passagiere den Flughafen.
| Fluggesellschaft | Passagiere | Prozentanteil |
| ---------------- | ---------- | ------------- |
| SkyWest          | 123.000    | 34,24 %       |
| Endeavor         | 75.780     | 21,17 %       |
| ExpressJet       | 57.280     | 16,00 %       |
| Envoy            | 40.240     | 11,24 %       |
| Wisconsin        | 26.910     | 7,52 %        |
| Andere           | 35.190     | 9,83 %        |

| Ziel                   | Passagiere |
| ---------------------- | ---------- |
| Detroit (DTW)          | 65.440     |
| Chicago (ORD)          | 64.190     |
| Minneapolis (MSP)      | 37.970     |
| Washington, D.C. (DCA) | 12.800     |
| Grand Rapids (GRR)     | 50         |